# Расул Корбеканді
Расул Корбеканді (перс. رسول کربکندی, нар. 27 січня 1953, Ісфаган) — іранський футболіст, що грав на позиції воротаря. По завершенні ігрової кар'єри — тренер.
Виступав, зокрема, за клуб «Зоб Ахан», а також національну збірну Ірану, у складі якої був учасником чемпіонату світу 1978 року.

## Клубна кар'єра
У дорослому футболі дебютував 1965 року виступами за команду клубу «Зоб Ахан», кольори якої і захищав протягом усієї своєї кар'єри гравця, що тривала шістнадцять років. 

## Виступи за збірну
Був гравцем національної збірної Ірану, у складі якої був учасником чемпіонату світу 1978 року в Аргентині.

## Кар'єра тренера
Розпочав тренерську кар'єру невдовзі по завершенні кар'єри гравця, 1983 року, очоливши тренерський штаб свого рідного клубу «Зоб Ахан», в якому пропрацював наступні десять сезонів. Згодом повертався до цього клубу у період 2003–2007 років, а також у 2012 році.
Також очолював команди клубів «Сепахан», «Шахрдарі» (Бандар Аббас), «Барг» (Шираз) та «Саба Ком».